# Rahowardiana
Rahowardiana ist eine Pflanzengattung aus der Familie der Nachtschattengewächse (Solanaceae). Sie besteht aus nur zwei Arten, die in Panama und Kolumbien beheimatet sind.

## Beschreibung

### Vegetative Merkmale
Rahowardiana sind hoch kletternde Sträucher, deren Äste bis zu 10 cm im Durchmesser erreichen können. Die Laubblätter stehen zu dritt oder zu viert in Quirlen an sehr kurzen oder 15 bis 25 mm langen Blattstielen, die eine Vielzahl querlaufender Spalten aufzeigen. Die Blattspreite ist umgekehrt eiförmig, haben eine kurze, zugespitzte, abgerundete oder leicht eingekerbte Spitze, eine abgestumpfte oder keilförmige Basis, sind unbehaart oder nur an der Unterseite mit einfachen, drei- bis fünfzelligen Trichomen behaart. Sie haben eine Größe von 15 bis 30 × 10 bis 21 cm.

### Blütenstände und Blüten
Die Blütenstände sind auf eine kugelige Form reduzierte, traubige Dolden, die einen Gesamtdurchmesser von 10 bis 35 cm besitzen und an einem 10 bis 40 cm langen Blütenstandsstiel stehen und aus einer Vielzahl von Blüten zusammengesetzt sind.
Die Blütenstiele sind unbehaart und dick, beinahe steif und etwa 5 mm lang. Der violette Kelch ist je nach Art 3 bis 4 oder 5 bis 6 cm lang, umgekehrt konisch oder fast röhrenartig geformt und deutlich fünfkantig. Er ist länger oder nur leicht kürzer als die Kronröhre, fünfzipfelig. Die Kelchzipfel sind mit feinen und kurzen drüsigen oder nichtdrüsigen Haaren besetzt und kürzer oder genauso lang wie die Kelchröhre. Die gelbe oder weiße Krone ist zygomorph, etwas länger als der Kelch und je nach Art 1,8 bis 2 oder 6,5 bis 7,5 cm lang. Die fünf Kronzipfel sind geöhrt, ungleich in ihrer Länge, breiter als lang und mit einer abgerundeten Spitze versehen.
Die Staubblätter stehen nicht über die Krone hinaus. Die unbehaarten Staubfäden sind im unteren Viertel der Kronröhre befestigt, am Ansatzpunkt befindet sich eine Vergrößerung, die für die Gattung typisch ist. Die Staubbeutel sind rückseitig (dorsal) fixiert, haben linealische Form und sind 6 bis 15 mm lang. Die Rückseite der Staubbeutel ist gerade, die Theka sind an der Spitze zusammengewachsen, die Aufsprunglinie reicht bis zur unteren Spitze einer jeden Theka. Die Pollen sind nahezu langgestreckt und mit einem Durchmesser von 26 bis 35 µm mittelgroß. Die Pollenkornwand (Exine) ist etwa 1,7 µm dick, leicht schuppig und weist keine „Ubisch-Körperchen“ auf.
Der zweiblättrige Fruchtknoten besitzt jeweils zwei Kammern, ist konisch geformt, die Nektarien sind leicht wellenförmig. Die nicht über die Krone hinausstehende Narbe ist sattelförmig und in der Mitte gefurcht.

### Früchte und Samen
Die Früchte ähneln Kapselfrüchte, die in einem sich vergrößernden Kelch versteckt sind. Sie sind etwa 20 mm lang und 7 mm im Durchmesser, sind länglich konisch, geschnäbelt, von einem dünnen, membranartigen Perikarp umgeben und enthalten 50 bis 60 Samen. Diese sind (2,1) 2,5 bis 2,8 mm lang, bumerang-förmig, aber auf der Seite des Hilum nicht konkav, sondern gerade. Das Embryo ist wurmförmig und nur sehr leicht gebogen, die Keimblätter sind langgestreckt und kürzer und genauso breit wie das restliche Embryo. Das Endosperm ist nur spärlich ausgebildet.

## Vorkommen
Beide der Gattung zugeordneten Arten wachsen in niedrigen Höhenlagen von 800 bis 900 m in den Regenwäldern Südamerikas. Rahowardiana wardiana ist nur aus Panama und Rahowardiana globifera nur aus Kolumbien bekannt.

## Systematik
Nur zwei Arten wurden innerhalb der Gattung beschrieben:
- Rahowardiana globifera Knapp & D’Arcy
- Rahowardiana wardiana D’Arcy

Die Typusart ist R. wardiana.

## Botanische Geschichte und Etymologie
Die Gattung wurde 1973 von William D’Arcy mit der Art R. wardiana erstbeschrieben. Sie ist nach Richard Alden Howard benannt, der zwischen 1954 und 1978 Leiter des Arnold-Arboretum der Harvard University war. 1993 wurde von Sandra Knapp und William D’Arcy eine zweite Art unter dem Namen R. globifera beschrieben.